# Comuna Siomakî, Stara Sîneava
Siomakî (în ucraineană Сьомаки) este o comună în raionul Stara Sîneava, regiunea Hmelnîțkîi, Ucraina, formată din satele Buhlaii, Dașkivți, Petrivske și Siomakî (reședința).

## Demografie
Componența lingvistică a comunei Siomakî
     Ucraineană (99,08%)
     Alte limbi (0,92%)
Conform recensământului din 2001, majoritatea populației comunei Siomakî era vorbitoare de ucraineană (99,08%), existând în minoritate și vorbitori de alte limbi.